# Weismain
Weismain è un comune tedesco di 4 760 abitanti, situato nel land della Baviera.